# Vaudoncourt, Meuse
 Vaudoncourt  là một xã thuộc tỉnh Meuse trong vùng Grand Est đông bắc nước Pháp. Xã này nằm ở khu vực có độ cao trung bình 240 mét trên mực nước biển. Dân số theo điều tra năm 1999 của INSEE là 76 người.
Sông Othain tạo thành một phần ranh giới đông bắc thị trấn.